# Ibliformes
Ibliformes zijn een orde van rankpootkreeften.

## Taxonomie
De volgende taxa zijn bij de orde ingedeeld:
- Onderorde Iblomorpha
  - Familie Iblidae Leach, 1825
  - Familie Idioiblidae Buckeridge & Newman, 2006